# ژئوپلیتیک خطوط انرژی خزر

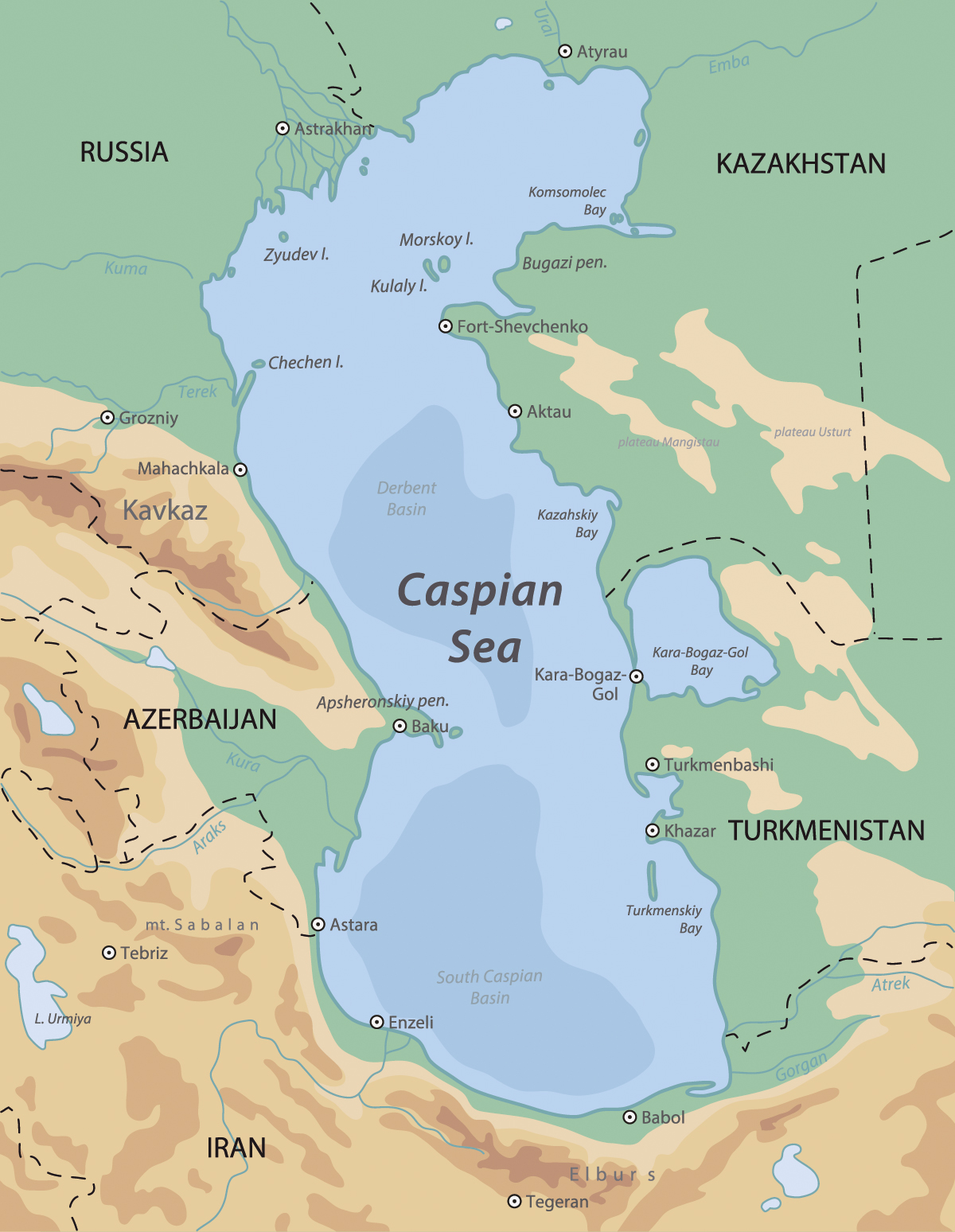

ژئوپلیتیک خطوط انرژی دریای خزر تأثیر جغرافیای سیاسی کشورهای حوزه دریای خزر در امنیت، کمیت و کیفیت انتقال انرژی از این مسیر به مقاصد است. حوزه خزر متشکل از چهار حوزه ژئوپلیتیکی است که عبارتند از: آذربایجان از حوزه قفقاز، ترکمنستان و قزاقستان از حوزه آسیای مرکزی، روسیه به عنوان جانشین اتحاد شوروی و یک واحد سیاسی فعال در نظام بین‌المللی و یکی از بزرگترین صادرکنندگان نفت و گاز در شمال و ایران در جنوب که دارای ذخایر عظیم نفت و گاز و صنایع نفتی است و مسیری ارزان و کوتاه برای انتقال منابع نفت و گاز حوزه خزر می‌باشد.

## اهمیت انرژی دریای‌خزر
در آغاز قرن بیستم، منطقه دریای خزر یکی از خاطرات طلای کالیفرنیا را یادآوری کرد، زیرا مردم برای یافتن نفت به این منطقه می‌آمدند. در جنگ جهانی‌دوم، آلمان منطقه‌خزر را یکی از اهداف استراتژیک خود قرار داد. پس از سقوط اتحادجماهیرشوروی، این منطقه زمانی که سه کشور جدید (جمهوری آذربایجان، قزاقستان و ترکمنستان) شروع به بهره‌برداری از منابع قابل توجهی در دریا کردند، شروع به گشودن درهای خود به جهان‌خارج کرد. شرکتهای آمریکایی از اوایل سال ۱۹۸۹ به سرعت برای بهره‌برداری از نفت خزر حضور یافته و امروز در توسعه‌اقتصادی منطقه نقش مهمی را ایفا می‌کنند. براساس برآوردهای انجام شده، حوزه دریای خزر منابع مهم دست نخورده از نفت و گاز دارد. مجموع ذخیره نفت این منطقه تا شصت میلیارد بشکه تخمین زده شده‌است. مقداری که برای سوخت اروپا تا بیست سال کافی خواهد بود. مسئله مهمی که باید حل شود، چگونگی انتقال انرژی این منطقه به بازارهای جهانی است.

## پروژه‌های اصلی برای ایجاد زیرساخت‌های انرژی خزر
کنسرسیوم لوله نفت خزر که برنامه آن ساختن خط لوله ای از شمال دریای خزر به سوی غرب تا بندر روسی نووروسیسک در ساحل دریای سیاه بود. پروژه دیگر زیرنظر شرکت عملیاتی بین‌المللی آذربایجان (آیوک) یعنی کنسرسیومی از یازده کمپانی نفتی خارجی از جمله چهار شرکت آمریکایی یونوکال، آموکو، اکسون و پنزاویل ساخته می‌شود. مسیر این خط لوله از یک یا هر دو مسیر به سوی غرب است: یک خط لوله به سوی شمال پیچ خواهد خورد و از شمال قفقاز به سوی بندر نووروسیسک می‌رود. خط لوله دیگر گرجستان را طی کرده و به پایانه نفتی بندر سوپسا در دریای سیاه منتهی می‌شود. گزینه دیگر، کشیدن خط لوله از راه افغانستان است. شرکت یونوکال درصدد تشکیل کنسرسیوم لوله نفت آسیای مرکزی است. این خط لوله به طول ۱۰۴۰ کیلومتر از نزدیک شهر ترکمن‌آباد در شمال ترکمنستان آغاز شده و به طرف جنوب کشیده می‌شود و پس از عبور از افغانستان به پایانه صادراتی در ساحل غربی پاکستان خواهد رسید. هزینه اجرای این پروژه ۲٫۵ میلیارد دلار برآورد شده‌است.

## استراتژی‌های ژئوپلیتیک و ژئواکونومیک روسیه در خزر
استراتژی‌های ممکن برای دستیابی به این اهداف شامل ایجاد منطقه دریای‌خزر به عنوان منطقه‌نفوذ روسیه (به معنای روانشناختی یا ایدئولوژیک) است. نفوذ به مناطق حاشیه‌نشین از طریق استفاده از شرکت‌های خصوصی روسی نیز از دیگر اقدامات این کشور برای ایجاد منطقه نفوذاقتصادی است و همچنین ایجاد موانع قانونی برای جلوگیری از مشارکت رقبای‌جدید در سرمایه‌گذاری‌های خارجی در منطقهٔ خزر. به عنوان مثال، روسیه می‌تواند هر خط لوله ای که جمهوری آذربایجان را با قزاقستان یا ترکمنستان یا خط لوله باکو - جیهان (ترکیه) متصل می‌کند، مسدود کند. یک مانع دیگر مسدودکردن مؤثر کانال ولگا-دن است. این سیستم یک ارتباط فصلی با حجم کم بین دریای خزر و دریای سیاه است که به سیستم آبراه داخلی اروپا منتهی می‌شود. این معبر تنها ورودی تجهیزات مخصوص حفاری‌های برون‌مرزی و سایر تجهیزات پشتیبانی خزر است. مسدودکردن این سیستم می‌تواند پاسخ نظامی به مشکلات حل نشده برای رضایت روسیه در منطقه خزر ارائه دهد.

## آمریکا و خطوط انتقال انرژی
در ژانویه ۲۰۰۶ فایننشال تایمز اکسپرس در مورد حمایت دولت آمریکا از احداث خطوط انتقال نفت در منطقه گزارشی تهیه کرد. استیون مان از اعضای دفتر امور اروپا و آسیای وزارت امور خارجه آمریکا، این سخنان را پس از اظهارات کارشناس بانک توسعه آسیایی ایراد کرد. او گفته بود خط لوله ایران-پاکستان-هند و خط لوله دیگری که ترکمنستان-افغانستان-پاکستان را به‌هم پیوند می‌دهد، هردو قابلیت اجرایی شدن دارند. مان گفت: «دولت آمریکا از اجرای پروژه برای انتقال گاز دریای‌خزر به هند و پاکستان حمایت می‌کند، اما با هر خط لوله‌ای که ایران در آن مشارکت داشته باشد، مخالف است». او انتقال گاز ترکمنستان را یکی از گزینه‌های مطلوب آمریکا معرفی کرد.

## چین و انرژی خزر
در چند سال اخیر شاهد تمایل چین به سرمایه گذاری در حوزه های نفت و گاز دریای خزر بوده ایم. نمونه عینی این تمایل مشارکت شرکت های چینی در پروژه های کلان اکتشاف و استخراج نفت و گاز آسیای مرکزی و همچنین ساخت خط لوله انتقال انرژی می باشد. به عنوان مثال خط لوله انتقال نفت قزاقستان - چین یکی از بزرگترین سرمایه گذاری های انجام شده در منطقه محسوب می شود و نقش مهمی را در آینده عرضه نفت به چین خواهد داشت. چند دسته از عوامل در تمایل چین به منابع انرژی دریای خزر نقش دارند. اولین عامل نوسانات بازار انرژی و وابستگی زیاد چین به مناطق اصلی تولید انرژی مانند خلیج فارس می باشد که چین را به فکر متنوع کردن منابع تامین انرژی خود می اندازد. عامل بعدی روابط مناسب سیاسی - اقتصادی (و در پاره ای موارد نظامی) چین با کشورهای حوزه دریای خزر یعنی ایران و روسیه و سه کشور از کشورهای آسیای مرکزی است که امنیت عرضه انرژی در این منطقه را بالا می برد.خط لوله قزاقستان- سین‌کیانگ به طول ۳۰۰۰کیلومتر، نفت و گاز قزاقستان و ترکمنستان را به غرب چین متتقل می‌کند. طبق شعار کشورهای غربی درباره سیاست خطوط لوله «نه شمال،نه جنوب،غرب یا شرق» بیانگر این است که آنها همه سعی خود را در این مورد بکار می‌گیرند که نفت و گاز آسیای‌مرکزی و قفقاز را از مسیر غربی منتقل کنند و در غیر این‌صورت گزینه دیگری که می‌تواند به‌کار گرفته شود، مسیر شرق است و این همان چیزی است که چین نیز از آن حمایت می‌کند زیرا با توجه به نگرانی چینی‌ها در زمینه امنیت راه‌های دریایی انتقال انرژی وارداتی به نظر می‌رسد چینی ها آسیای مرکزی را به عنوان یک گزینه مهم برای کاهش وابستگی به مسیرهای انتقال دریایی تحت کنترل آمریکا در نظر دارند.

## انرژی در کشورهای حوزه خزر

### ایران
ایران در جنوب دریای خزر واقع شده‌است. نفت از مهم‌ترین صادرات این کشور می‌باشد و در زمینه رژیم حقوقی دریای خزر به دنبال حاکمیت مشترک می‌باشد. اما چنان‌چه قرار باشد بستر دریا تقسیم شود، ایران خواهان ۲۰درصد از بستر دریا یعنی تقسیم مساوی آن میان پنج دولت ساحلی است. سهم ایران در تقسیم دریای‌خزر براساس خط مرزی آستارا-حسینقلی ۱۱درصد و براساس اصل خط میانی ۱۳/۶ درصد و در صورت مشارکت به ۲۰درصد افزایش می‌یابد.
مسیر انتقال انرژی ایران:

#### ۱.خط لوله نکا-ری
خط لوله بندر نکا-ری که به کراس نیز مشهور است. برای معاوضه(سوآپ) نفت کشورهای حاشیه دریای‌خزر اجرا شده است. روزانه مقدار قابل توجهی از نفت خام سه کشور روسیه، قزاقستان و ترکمنستان با نفتکش به بندر نکا انتقال می‌یابد و از راه خط لوله به پالایشگاه‌های ری و تبریز هدایت می‌شود. ایران متعهد است معادل کیفی و کمی این نفت را در بندر خارک به مشتریان کشورهای اولیه تحویل دهد.انتقال نفت خام این سه کشور یادشده،با این خط لوله در مرحله اول ۱۲۰تا ۱۵۰ هزار بشکه در روز بوده است. در مرحله دوم و سوم به ۳۷۰و۵۵۰هزار بشکه در روز خواهد رسید. خط لوله نکا-ری به باور بسیاری از کارشناسان، ارزان‌ترین و امن‌ترین راه انتقال نفت خزر است. در مقابل آن خط لوله نفت باکو-تفلیس-جیحان قرار دارد که آمریکا از حامیان اصلی آن است.

#### ۲.خط لوله گات
از دوره پیش از انقلاب اسلامی،ایران خط لوله سراسری گات ۱ را برای صدور گاز از منابع جنوبی کشور به اتحاد شوروی ایجاد کرد و برای ساخت خط لوله دیگری که گاز طبیعی ایران را از راه شوروی به اروپا صادر کند، برنامه‌ریزی کرد. هر دو طرح در نخستین ماه‌های پس از انقلاب اسلامی متوقف شد.

#### ۳.خط لوله اوکارم تبریز- آنکارا
این خط لوله برای انتقال سالانه در حدود ۳۰میلیون متر مکعب گاز ترکمنستان به اروپا از طریق خاک ایران و ترکیه طراحی شد. قرارداد این طرح در ماه مه۱۹۹۷ در میان ایران، ترکیه و ترکمنستان امضا شد. طول این خط لوله ۲۱۶۰ کیلومتر و هزینه اجرای آن ۱/۶میلیارد دلار است.

### روسیه
فدراسیون روسیه، وارث اتحاد شوروی در قسمت شمالی دریای خزر جای دارد. اگرچه این کشور ۳۰درصد از ساحل دریای خزر و حدود ۲/۵درصد از کل ذخایر این دریا را در اختیار دارد ولی می‌کوشد که خطوط انتقال انرژی از این کشور منتقل شود. قسمت اعظم ذخایر نفتی روسیه در سیبری غربی، بین کوه‌های اورال و فلات سیبری قرار گرفته‌است ولی از اطراف جمهوری خود مختار داغستان نیز نفت استخراج می‌کند.در ژونیه۲۰۰۰، لوک‌اویل، یوکاس و گازپروم به اشاره کرملین، شرکت نفت خزر را به منظور توسعه میدان‌های جدید نفتی و گازی در بخش روسی حوزه خزر و نیز در کشورهای همسایه تشکیل دادند. در هنگام فروپاشی شوروی، همه خط لوله‌های انتقال انرژی دیگر جمهوری‌ها به روسیه منتهی می‌شد. خطوط انتقال انرژی علاوه بر به ارمغان آوردن امنیت اقتصادی، به دلیل دریافت بهای ترانزیت و ایجاد خدمات و صنایع مکمل، از جنبه سیاسی هم برای کشورها اهمیت دارند.

#### انرژی و جنگ چچن
وجود منابع غنی نفتی معدنی در چچن و توسعه نیافتگی اقتصادی این جمهوری، واقع شدن آن در مرزهای فدراسیون روسیه و برخورداری از موقعیت ممتاز ژئوپلیتیک و تحریک‌های خارجی به بحران‌های چچن دامن می‌زنند. روسیه برای حمله به چچن، دلایل ژئواکونومیکی مهمی داشت: نیاز به کنترل منابع، دسترسی به منابع و تضمین کنترل صنعت نفت. از دست رفتن خط لوله‌ای که از چچن عبور می‌کرد، برای روسها یک فاجعه بود. اما کنترل زیربنای نفتی این جمهوری، نفوذ روسیه را افزایش می‌داد و وجهه منطقه‌ای این کشور را بهبود می‌بخشید.

### جمهوری آذربایجان
جمهوری آذربایجان در شرق منطقه قفقاز در ساحل غربی دریای خزر واقع شده‌است و در جنوب با ایران، در غرب با ترکیه و ارمنستان، در شمال غربی با گرجستان و در شمال با روسیه هم‌مرز است. این کشور در دهه ۱۹۴۰ میلادی ۷۵درصد نفت اتحاد شوروی را تأمین می‌کرد.
در سواحل این کشور، لایه‌های نفت در اعماق دریا وجود دارد و نفت خام مستقیم از بستر دریا در منابع نفت داشلاری، در فاصله نزدیکی از باکو و آب‌های شبه‌جزیره آبشوران از بستر دریای‌خزر استخراج می‌شود. 
تولید، بهره،برداری و فرآوری نفت در جمهوری آذربایجان تاریخی طولانی دارد. با این حال، گزارش‌های اولیه حکایت از آن دارند که صدور نفت باکو در طول قرن۱۰ از چاه‌های نفت شبه جزیره آبشرون با عمق میانگین۱۰-۱۲ متری،آغاز شده است.
تاربخ نوین صنعت نفت جمهوری آذربایجان را می‌توان در سه دوره تببین کرد:

##### روسیه تزاری
با رونق گرفتن انقلاب صنعتی در اروپا و آشکار شدن اهمیت سوخت های فسیلی در حیات جوامع صنعتی، رویکرد نوینی نسبت به استفاده از منابع نفت در سراسر جهان اتخاذ شد. تولید سالانه نفت از چاه‌های باکو در ۱۸۴۳ به ۲۸/۰۰۰۰هزار بشکه نفت سیاه و ۱۰۶بشکه نفت سیاه می‌رسید. با به‌کارگرفتن ماشین‌های حفاری به جای وسایل سنتی،تولید سالانه نفت روسیه از ۴۱/۰۰۰ بشکه در ۱۸۶۳ به۲۰۴/۰۰۰ هزار بشکه در سال ۱۸۷۰ افزایش یافت.. پس از تاسیس اولین شرکت نفتی در باکو در سال ۱۸۷۲ از سوی برادران نوبل و تداوم سرمایه‌گذاری ها در این بخش تا پایان قرن ۱۹، باکو به مرکزی برای سرمایه گذاری صنعتی در مقیاس جهانی تبدیل شد.. ساخته‌شدن راه‌آهن ماوراقفقاز در سال۱۸۸۳ که بندر باتومی در کنار دریای‌سیاه را به باکو وصل می‌کرد، دسترسی کارآمد و سریع به بازارهای جهانی را فراهم کرد و بهره‌برداری بیشتر از نفت این منطقه و در نتیجه امکان حمل و نقل و صدور آن با راه‌آهن را فراهم آورد.

##### دوره اتحاد شوروی
با رخداد انقلاب اکتبر۱۹۱۷ روسیه و فروپاشی امپراتوری تزاری، دولت دموکراتیک جمهوری آذربایجان در ۲۸مه ۱۹۱۸ تشکیل و اعلام استقلال کرد. اما عمر این دولت زودگذر در آوریل ۱۹۲۰ در پی ورود ارتش سرخ به باکو و تشکیل دولت دولت سوسیالیستی شوروی در آذریایجان به پایان رسید. پس از آن به مدت ۷۰سال جمهوری آذربایجان در ساختار اتحاد شوروی قرار گرفت. در طول این دوران به قول «حیدر علی اف» رییس جمهور سابق جمهوری آذربایجان، نفت به عنوان بزرگترین ثروت مردم آذربایجان، در جهت تامین منافع اتحاد شوروی مورد استفاده قرار گرفت. از سال ۱۹۲۰ اکتشاف و بهره برداری از نفت دریای خزر در دستور کار دستگاه سیاستگذاری اتحاد شوروی قرار گرفت. بر این اساس در سال‌های ۱۹۲۲-۲۳ حوزه نفتی بی‌بی هیبت توسعه پیدا کرد. در سال ۱۹۲۸ تولید نفت آذربایجان به‌دلیل توسعه چاه‌های نفتی در حوزه‌های نفتی باکو که از سال ۱۹۲۴ سرعت گرفته بود، به‌دلیل بهبود تکنولوژی های استخراج، افزایش چشمگیری پیدا کرد.

##### دوره استقلال آذربایجان
به دنبال فروپاشی اتحاد شوروی و استقلال جمهوری آذربایجان در ۱۸ اکتبر ۱۹۹۱ دوران جدیدی برای صنعت نفت این کشور آغاز شد. با این حال، این کشور در دوران استقلال، شرایط سختی را تجربه کرد. از سال ۱۹۸۹تا سال ۱۹۹۴ تولید ناخالص داخلی کشور حدود ۶۳درصد، بخش کشاورزی حدود ۴۳ و تولید صنعتی نیز حدود ۶۰درصد کاهش پیدا یافت. در کنار شرایط دشوار اقتصادی عواملی چون جنگ داخلی بر سر قدرت، منازعه با ارمنستان بر سر ناگورنوقره‌باغ، فرسودگی فناوری، ضعف بهره‌برداری، نبود سرمایه‌گذاری برای حفاری‌های جدیدو نوسازی چاه‌های موحود، سبب کاهش تولید نفت جمهوری آذربایجان از ۲۰میلیون تن در سال ۱۹۷۰ به ۱۰میلیون تن در ۱۹۹۵ و ۹/۱ میلیون تن در سال ۱۹۹۷ شدند.. در جمهوری آذربایجان حوزه های نفت و گاز بسیاری وجود دارد که مهم ترین آنها عبارتند از: حوزه آذری-چراغ-گونشلی با ۵/۷میلیارد تن ذخیره نفتی، حوزه شاه‌دنیز با ۱۲۰۰میلیارد متر مکعب گاز، حوزه اشرفی- دان اولدوز با ۶ میلیون تن نفت و ۲۵ میلیارد متر مکعب گاز، حوزه نخجوان با ۳۰۰میلیارد مکعب گاز، حوزه اینام با ۱۰۰میلیون تن نفت و۱۰۰میلیارد مکعب گاز.

##### خط لوله نفتی باکو-تفلیس-جیحان
ساخت و بهره‌برداری از این خط لوله را در کنار دو «قرارداد قرن» و قرارداد امضای« شاه‌دنیز۲»، می‌توان از نقاط عطف صنعت نفت نوین جمهوری آذربایجان به شمار آورد. طول این خط لوله ۱۷۶۸ کیلومتر است که از پایانه سنگاچال در نزدیکی باکو شروع شده و و پس از طی ۴۴۵ کیلومتر در خاک جمهوری آذربایجان وارد خاک گرجستان شده و تا بندر جیحان ترکیه ادامه پیدا می‌کند.

### قزاقستان
مجموع ذخایر هیدرو کربنی درون ساحلی و برون ساحلی قزاقستان بین ۹۹تا۱۷/۶ میلیارد بشکه است. قسمت اعظم تولید نفت قزاقستان در حوزه‌های تنگیز، قره جغانک و کاشغان واقع است. تنگیز در اراضی تالابی سواحل شمال شرقی دریای‌خزر قرار گرفته‌است. منابع نفت قابل احیای آن را ۹ تا۶۷ میلیارد بشکه برآورد کرده‌اند. حوزه‌های نفتی تنگیز و کاشغان دارای گاز طبیعی نیز می‌باشد. حوزه مهم دیگر گاز قزاقستان، امان گلدی در جنوب این کشور است.

#### مسیر شمالی نفت و گاز قزاقستان
این مسیر نفت و گاز قزاقستان را از طریق دریای سیاه منتقل می‌کند و از طرف روسیه حمایت می‌شود. خط لوله این مسیر آتیرو-سامارا به طول ۶۹۵ کیلومتر است که از بندر آتیرو در قزاقستان شروع و به سامارا در روسیه ختم می‌شود و از طریق خطوط داخلی روسیه نیز به کشورهای روسیه سفید،لهستان و مجارستان می‌رسد. به واسطه سال‌ها تسلط مسکو بر آسیای مرکزی و قفقاز خطوط لوله موجود در منطقه برای اتصال مسیر حوزه‌های نفت و گاز به مقصد روسیه طراحی شده بودند و اگرچه بعضی از خطوط لوله روسیه در حال استفاده هستند، ولی ظرفیت انتقال همه نفت و گاز منطقه را ندارد. به واسطه سال ها تسلط مسکو بر آسیای مرکزی و قفقاز خطوط لوله موجود در منطقه برای اتصال مسیر حوزه‌های نفت و گاز به مقصد روسیه طراحی شده بودند و اگرچه بعضی از خطوط لوله روسیه در حال استفاده هستند، ولی ظرفیت انتقال همه نفت و گاز منطقه را ندارد. قزاقستان حجم عمده نفت صادراتی خود را از روسیه به بازارهای مصرف منتقل می‌کند، ولی این مسیر روسی نمی‌تواند پاسخگوی حجم عظیم صادرات باشد. از این رو، تنوع‌بخشی به خطوط صادراتی تنها گزینه پیش‌روی رهبران آستانه است.

### ترکمنستان
حجم عظیم ذخایر گاز، این کشور را از بسیاری از درگیری‌های سیاسی و ارضی که سایر کشورهای مشابه درگیر آن هستند، دور نگه داشته‌است. بخش ترکمن دریای خزر نیز دارای نفت و گاز قابل توجهی می‌باشد. منابع فلات قاره ترکمنستان حدود ۳۰تا۴۰درصد کل ذخایر نفت و گاز این کشور را دربر می‌گیرد. نفت ترکمنستان بیشتر در حوزه‌های قطورتپه، نبیت داغ و چلکن در نزدیکی دریای خزر قرار دارد. در زمینه مسیرهای انتقال انرژی، ترکمنستان یک خط لوله کوچک ساخته‌است که حدود ۳ میلیارد متر مکعب گاز به ایران تحویل می‌دهد.

#### حوزه های انرژی
ترکمنستان ۸ حوزه بزرگ نفت و گاز دارد. نفت ترکمنستان بیشتر در حوزه های قطورتپه، نبیت داغ و چلکن در نزدیکی دریای خزر قرار دارد. در زمینه مسیرهای انتقال منابع انرژی، ترکمنستان یک خط‌لوله کوچک ساخته است که حدود ۳میلیارد متر مکعب گاز به ایران تحویل می‌دهد. مسیر طراحی شده دیگر یک خط لوله به‌طول ۱۵۰۰کیلومتر است که از راه افغانستان و پاکستان، ساحل این کشور در اقیانوس هند و احتمالاً در آینده به هندوستان می‌رود. عدم توافق میان جمهوری آذربایجان و ترکمنستان در مورد چگونگی تقسیم دریا اختلاف‌های دیگری را نیز بر سر. مالکیت کاپاز-سردار به‌وجود آورده است.
دولت ترکمنستان برای هرچه سریع‌تر کردن بهره‌برداری از منابع خزر، امید بسیاری به شرکت‌های خارجی بسته است و سرمایه‌گذاری‌های بزرگی در این بخش انجام داده است. شرکت هایی که با ترکمنستان در بخش تولید محصولات نفتی و گازی قرارداد بسته‌اند، مجوز شناسایی میدان‌ها را تا شش سال دارند. در صورت کشف میدان‌های هیدرو کربنی آنها مجوز تولید برای ۲۵سال را به‌دست می‌آورند. در میان شرکت‌های اصلی، برای پیاده‌سازی این پروژه‌ها، شرکت روسی هرا و شرکت آلمانی آر دابلیوای دآ دیده می‌شوند.

#### میادین گازی
میدان دولت آباد-دنمز: این میدان بزرگترین میدان گازی این کشور است که در جنوب شرقی و نزدیک مرز ایران قرار دارد و حدود نیمی از ذخایر گازی ترکمنستان را در خود جای داده است.
میدان شاتلیک: این میدان حدود نیمی از تولید این کشور را تامین می‌کند.
میدان یولوتان جنوبی-عثمانی: در سال ۲۰۰۸ کشف شد. ذخایر این میدان را ۱۴ تریلیون مترمکعب برآورد کرده‌اند که براساس برآوردها چهارمین میدان بزرگ گازی دنیا است.